# 万引夫人のとんでもない誤解
『万引夫人のとんでもない誤解』（まんびきふじんのとんでもないごかい）は、1984年にテレビ朝日系「土曜ワイド劇場」で放送されたテレビドラマ。主演は梶芽衣子。

## キャスト
- 宇都木美保子（専業主婦・幸福生命元社員） - 梶芽衣子
- 井口明（幸福生命元社員・無職） - 近藤正臣
- 速水リエ（明の同棲中の恋人・幸福生命社員） - 中村晃子
- 宇都木ミキオ（美保子の夫・幸福生命係長・リエの上司） - 森本レオ
- 宇都木の父 - 今福将雄
- 宇都木の母 - 桜むつ子
- オオヌキ刑事 - 鈴木瑞穂
- 加島潤、小森英明、高峰圭二、吉田良全、榊原久美子、下川江那、丸山由利亜、加藤淳子、伊藤晶子、野咲めぐみ、赤坂淑子、満山恵子、山村貴佐絵、波平光生、島岡安芸和、永田エミ

## スタッフ
- 原作 - 日下圭介『とんでもない誤解』
- 脚本 - 吉田剛
- 監督 - 池広一夫
- 音楽 - 佐藤允彦
- 制作 - テレビ朝日、松竹